# سیارک ۱۷۶۲۷
سیارک ۱۷۶۲۷ (به انگلیسی: 17627 Humptydumpty، نامگذاری:1996BM3) هفده هزار و ششصد و بیست و هفتمین سیارک کشف شده‌است که در ۲۷ ژانویه ۱۹۹۶ کشف شد.
قدر مطلق سیارک برابر ۳۷.۱ است.